# Буйченка, Альгирдас Петрович
Альгирдас Петрович Буйченка(лит. Algirdas Buičenka) (род. 23.02.1954) — литовский шашечный композитор, шашист и тренер, школьный педагог, журналист. Чемпион Литвы по шашечной композиции (1984, 2003), серебряный (1985, 1999) и бронзовый (1985, 1991, 2002, 2004) призёр национальных чемпионатов. Возглавляет Zarasų rajono kūno kultūros mokytojų asociacija (Ассоциация учителей физической культуры Зарасайского района), член Lietuvos kūno kultūros mokytojų asociacija (Ассоциация учителей физической культуры Литвы)
Проживает в г. Зарасай, работает в школе тренером по шашкам и учителем физкультуры.

## Биография
Тренер по шашкам в школе «Santarvės» и гимназии «Ąžuolo» г. Зарасай.
Участник 12 чемпионатов Литвы по шашечной композиции (1981,1984,1985,1986,1989,1998,1999,2000,2002,2003, 2004,2007)
Чемпионаты Литвы
1 место: 1984 (раздел проблемы-64), 2003 (раздел этюды-64).
2 место:1985 (раздел проблемы-100), 1999 (раздел проблемы-64).
3 место: 1985 (раздел миниатюры-100), 1991 (раздел этюды-64), 2002 (раздел этюды-100), 2003 (раздел проблемы-64).

## Награды и звания
Национальный мастер по шашечной композиции
13 декабря 2010 в Вильнюсе Algirdas Buičenka был награждён как лучший в Литовской республике учитель физического воспитания в 2009—2010 учебном году. В церемонии приняли участие министр образования и науки Гинтарас Степановичюс, генеральный директор Департамента физкультуры Klemensas Rimšelis, президент LTOK Артур Повилиунас.